# Чарноляс (Ліпський повіт)
Чарноляс (пол. Czarnolas) — село в Польщі, у гміні Цепелюв Ліпського повіту Мазовецького воєводства.
У 1975-1998 роках село належало до Радомського воєводства.